# Axel Lutter
Axel Lutter (Dortmund, 19 novembre 1952) è un attore, conduttore radiofonico e doppiatore tedesco,dall'ottobre del 2023 sostituisce Jürgen Kluckert dopo il suo decesso come voce di Mr. Krab in SpongeBob, nella stessa serie doppia L'Olandese Volante dal 2017 in sostituzione di Hans Teuscher dopo la sua dipartita.

## Filmografia
- Vera und Babs - serie TV (1989)
- Viel Rummel um den Skooter - serie TV  (1991)
- Operation Phoenix – Jäger zwischen den Welten - serie TV (1999)

## Doppiaggio
- Hideyuki Makimura in City Hunter
- James McDaniel in Malcolm X
- Hyoe Kuroda in Detective Conan
- Lord Slug in Dragon Ball Z - La sfida dei guerrieri invincibili
- Mozar in Tartarughe Ninja
- Mysterioso in ¡Mucha Lucha!
- Generale in Johnny Test
- Erendor in Winx Club
- Starscream in Transformers - La vendetta del caduto
- Glynn Turman in Super 8
- Mr. Perkins in Cattivissimo me (2010)
- J. K. Simmons in Spider-Man: Homecoming, Spider-Man: No Way Home e Spider-Man: Across the Spider-Verse (2017-2021)
- Chris Ellis in Die Hard - Vivere o morire
- Mark Hamill in Desperate Housewives, Avatar - La leggenda di Aang (2006-2008)
- Kureo Mado in Tokyo Ghoul
- Dan in Prendi il volo (2023)
- Bada in I pinguini di Madagascar (2009-2013)
- Uncino in Rapunzel - L'intreccio della torre
- Starscream in Transformers 3
- Leatherface in Teenage Mutant Ninja Turtles - Tartarughe Ninja
- Beard Papa in Ralph Spaccatutto (2012)
- J. Jonah Jameson in Ultimate Spider-Man
- Uomo d' affari in Il piccolo principe
- Timothy Carlton e Tim McInnerny in Sherlock
- Titus in Guardiani della Galassia
- Riguldo in Mi sono reincarnato in uno slime
- Prof. Lambert in Lupin III - The First
- Mark Hadlow in Macchine mortali
- Mr. Krab e L'Olandese Volante in SpongeBob, Kamp Koral: SpongeBob al campo estivo, Plankton - Il film (2021-)
- Peter Bryant in Riverdale
- Tucker Smallwood in Pixels
- Danny DeVito in I gemelli, C'è sempre il sole a Philadelphia
- Raymond J. Barry in La notte del giudizio - Election Year
- Christopher Walken in Dune - Parte due
- Pachamac in Knuckles
- Jim Carter in Wonka
- Jeff Fahey in Alita - Angelo della battaglia
- Ciarán Hinds  in L'ultima vendetta